# برودیتسا
برودیتسا (به صربی: Brodica) یک روستا در صربستان است که در کوچوو واقع شده‌است. برودیتسا ۴۶۸ نفر جمعیت دارد.